# Delivery Hero
Delivery Hero er en tysk multinational madleveringsvirksomhed. De driver online madbestillingstjenesten "Delivery Hero" i over 50 lande og med over 500.000 tilknyttede restauranter. 
Virksomheden har hovedkvarter i Berlin og blev stiftet i 2011.